# Barjac (Gard)
 Barjac  es una población y comuna francesa, situada en la región de Languedoc-Rosellón, departamento de Gard, en el distrito de Alès y cantón de Barjac. En Barjac tiene su estudio Anselm Kiefer.

## Demografía
| 1109 | 1056 | 1091 | 1241 | 1361 | 1379 | 1425 |
| Para los censos de 1962 a 1999 la población legal corresponde a la población sin duplicidades (Fuente: INSEE [Consultar]) |      |      |      |      |      |      |